# Боромля (река)
Боромля (укр. Боромля) — правый приток реки Ворскла, протекающий по Краснопольскому району и Тростянецкому району (Сумская область).

## География
Длина — 50 км. Русло реки в среднем течении (севернее села Волков) находится на высоте 119,8 м над уровнем моря, в нижнем течении (приустьевой участок) — 109,4 м, в верхнем течении (северная окраина села Боромля) — 134,4 м.
Долина трапециевидная. Русло слаборазвитое. Используется для водоснабжения и рыбоводства.
Река течёт с севера на юг в среднем течении отклоняясь на запад Краснопольскому району (верхнее течение) и Тростянецкому району (большая часть) (Сумская область). Река берет начало западнее села Видновка (Краснопольский район). Впадает в реку Ворскла восточнее села Заречное (Тростянецкий район).
Русло реки выпрямлены (урегулированы, на участках между Боромля и Тростянец) и заведены в магистральные каналы осушительной системы Боромля. Есть водохранилище (Боромлянское, 1,6 млн м³) и несколько прудов на реке. На протяжении всей длины реки пойма с незначительными заболоченным участками и тростниковой растительностью, а основной участок — ниже по течению от села Белка. У села Волков реку пересекает ж/д линия.
В пойме нижнего течения реки (южнее Тростянца) расположен Гетьманский национальный природный парк.

## Притоки
- Левые: Радомля, Люджа.
- Правые: Лисица, Буймер (Белая, Боромля-15), Тростинка.

## Населённые пункты
Населённые пункты на реке от истока к устью:
- Ясенок, Гапоновка;
- Тростянецкий район: Боромля, Першотравневое, Волков, Белка, Алексино, город Тростянец.